# Браунсвілл (Огайо)
Браунсвілл (англ. Brownsville) — переписна місцевість (CDP) в США, в окрузі Лікінґ штату Огайо. Населення — 214 особи (2020).

## Географія
Браунсвілл розташований за координатами 39°56′28″ пн. ш. 82°14′57″ зх. д. / 39.94111° пн. ш. 82.24917° зх. д. (39.941144, -82.249034).  За даними Бюро перепису населення США в 2010 році переписна місцевість мала площу 2,31 км², з яких 2,31 км² — суходіл та 0,00 км² — водойми.

## Демографія
Згідно з переписом 2010 року, у переписній місцевості мешкало 220 осіб у 92 домогосподарствах у складі 61 родини. Густота населення становила 95 осіб/км².  Було 101 помешкання (44/км²).
Расовий склад населення:
| - 96,8 % — білих - 0,9 % — чорних або афроамериканців |

До двох чи більше рас належало 1,8 %. Частка іспаномовних становила 0,0 % від усіх жителів.
За віковим діапазоном населення розподілялося таким чином: 20,9 % — особи молодші 18 років, 60,0 % — особи у віці 18—64 років, 19,1 % — особи у віці 65 років та старші. Медіана віку мешканця становила 45,8 року. На 100 осіб жіночої статі у переписній місцевості припадало 105,6 чоловіків;  на 100 жінок у віці від 18 років та старших — 100,0 чоловіків також старших 18 років.
Цивільне працевлаштоване населення становило 73 особи. Основні галузі зайнятості: виробництво — 50,7 %, роздрібна торгівля — 49,3 %.